# Dolichopus afroungulatus
Dolichopus afroungulatus är en tvåvingeart som beskrevs av Grichanov 2004. Dolichopus afroungulatus ingår i släktet Dolichopus och familjen styltflugor. Inga underarter finns listade i Catalogue of Life.